# Julien De Smedt
Julien De Smedt, né le 3 décembre 1975 à Bruxelles, est un architecte franco-belge. Il est le fondateur et manager de "JDS Architects", dont les ateliers sont implantés à Bruxelles, Copenhague et Shanghai.

## Biographie

### Vocation et études (1975-2000)
Julien De Smedt passe son enfance à Evere dans le quartier du square de l'Accueil. Pendant l'adolescence, il est passionné par le skateboard. Il arpente ainsi la ville et s'imprègne de l'atmosphère urbaine. Ce n'est que vers 16 ans qu'il décide de devenir architecte. Dans un premier temps, il commence des études d'architecture à l'Institut supérieur d'Architecture Saint-Luc de Bruxelles, où il obtient son diplôme de candidat en architecture en 1994. Il s'inscrit ensuite à l'Institut Supérieur d'Architecture La Cambre puis à la Hogeschool Sint-Lukas et finalement à l'école d'architecture Paris-Belleville.
En 1997, il obtient un stage d'architecture dans le célèbre bureau OMA à Rotterdam où il reste travailler pendant une année. Il rejoint ensuite la Bartlett School of Architecture à Londres, où il termine ses études d'architecture par l'obtention de son diplôme en 2000 avec les félicitations.
Il retourne directement travailler pour Rem Koolhaas où il fait la rencontre de Bjarke Ingels, un jeune architecte d'origine danoise, lui aussi fraîchement diplômé.

### PLOT (2001-2006)
En 2001, Julien De Smedt fonde en collaboration avec Bjarke Ingels sa première agence d'architecture baptisée PLOT. Au départ basée en Belgique, l'agence s'installe rapidement au Danemark pour mener à bien ses projets.
Un des principaux projets réalisés pendant cette période est celui des immeubles de logements V et M, situés dans le quartier d'Ørestad au sud de Copenhague. Achevés en 2005, l'immeuble rassemble 230 appartements qui se déclinent selon 76 typologies différentes. Quelques années après, des logements identiques furent commandés par le même promoteur pour la parcelle adjacente. Mais ils prirent finalement une nouvelle forme « Mountain Dwellings ». L’agence se développe rapidement grâce à sa notoriété grandissante basée sur des projets inventifs et innovateurs[réf. nécessaire].
Pour diverses raisons, le 1er janvier 2006, Julien De Smedt et Bjarke Ingels décident de fermer PLOT pour continuer leur carrière individuellement, en créant deux nouvelles agences :
- JDS pour Julien De Smedt, aujourd'hui basée à Bruxelles, Copenhague et Shanghai.
- BIG pour Bjarke Ingels Group.

Ils continueront à travailler sur leurs projets communs jusqu'à leur achèvement, notamment pour les projets de l'hôpital psychiatrique d'Elseneur, et les quartiers généraux de Sjakket à Copenhague.

### JDS (2006)

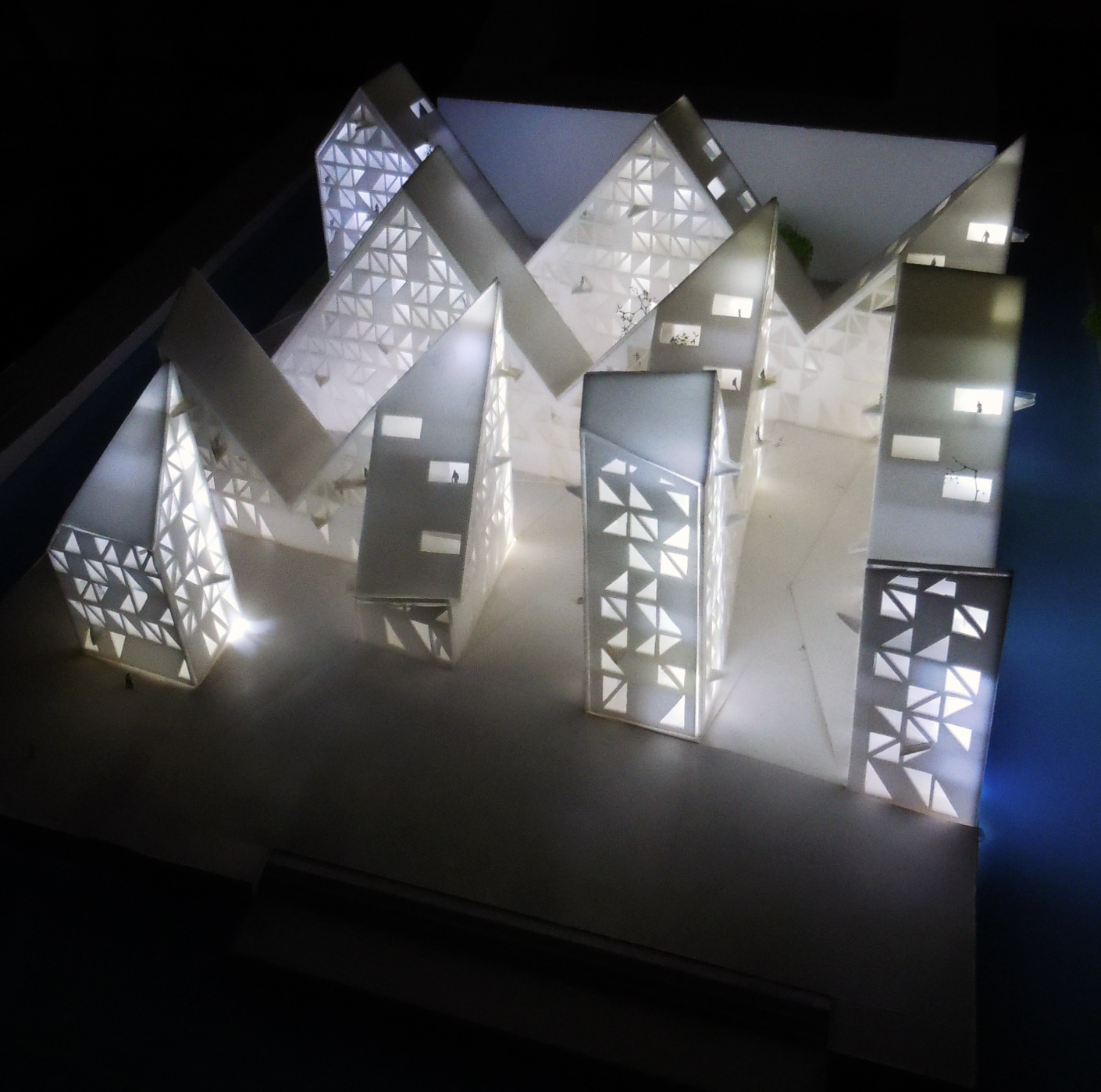
Maquette du projet Iceberg situé à Aarhus, Danemark.

En 2006, Julien De Smedt fonde sa propre agence à Copenhague qu'il appelle JDS.
En 2007, il remporte le concours international pour le nouveau tremplin de saut à ski d'Holmenkollen, situé à Oslo. L'inauguration du tremplin Holmenkollbakken a lieu en 2011 à l'occasion du championnat du monde de saut à ski et devient rapidement un des principaux landmark de la ville d'Oslo.
En 2008, JDS ouvre une filiale en plein cœur de Bruxelles, située d'abord rue de Flandres et actuellement, rue de la Senne. Le bureau combine les domaines de l'architecture, de l'aménagement intérieur et du design en élaborant des projets allant de l'échelle du bâtiment public à celle de l'objet d'intérieur.
Julien De Smedt est régulièrement invité à tenir des conférences dans le monde entier (Tate Modern à Londres, Pavillon Mies Van der Rohe à Barcelone, au Pavillon de l'Arsenal à Paris, à l'université McGill à Montréal, à l'université de Yale, etc)[réf. nécessaire]. Il gagne le concours pour l'aménagement urbain Kalvebod Brygge waterfront à Copenhague en 2008.

## Principales réalisations

### Architecture
- 2014 Euralille Youth Center, Lille, France
- 2012 Iceberg Project, Aarhus, Danemark
- 2011 Saut à ski d'Holmenkollen, Oslo, Norvège
- 2008 Mountain Dwellings, Ørestad, Danemark
- 2007 Headquarters for Sjakket, Copenhague, Danemark
- 2005 VM Houses, Ørestad, Danemark
- 2005 Hôpital psychiatrique d'Elseneur[7], Elseneur, Danemark
- 2004 Maritime Youth House, Amager, Danemark
- 2003 Islands Brygge Harbor Bath (en), Copenhague, Danemark
- People's Building, Shanghai, Chine

### Design
- 2013 Accordion – Tréteau
- 2012 Mini Stacked – Étagères murales modulables
- 2012 Stoop – Banc public en forme d'escalier à trois marches
- 2009 Stacked – Étagères modulables

## Récompenses

### Distinctions
- 2014 Médaille d'architecture - Prix Dejean (Académie d'architecture de France)
- 2014 Belgian Building Award - International Award[8],[9]
- 2009 Rotterdam-Maaskant Prize for Young Architects - Prix Maaskant pour jeune architecte[10]
- 2008 Europe 40 Under 40 Europe's emerging young architects and designers
- 2005 Eckersberg Medal - Médaille Eckersberg
- 2003 Henning Larsen Prize - Prix Henning Larsen[11]

### Nominations
- 2014 Big Arne Award, Kalvebod Waves
- 2011 Prix Mies Van Der Rohe, Holmenkollen (tremplin)
- 2011 Infosteel Award, Holmenkollen (tremplin)
- 2009 Prix Mies Van Der Rohe, Mountain Dwellings
- 2008 Forum AID Award - Architecture, Headquarters for Sjakket
- 2008 Forum AID Award - Intérieur, Headquarters for Sjakket
- 2007 Prix Mies Van Der Rohe, Helsingør Psychiatric Hospital
- 2007 Forum Prize, Helsingør Psychiatric Hospital
- 2006 Prix Mies Van Der Rohe, VM Houses
- 2004 Prix Mies Van Der Rohe, Maritime Youth House

### Prix
| Année | Prix                                                                                 | Catégorie                                   | Projet                     | Résultat          |
| ----- | ------------------------------------------------------------------------------------ | ------------------------------------------- | -------------------------- | ----------------- |
| 2015  | ArchDaily Building of the Year Awards                                                | Housing                                     | Iceberg                    | Lauréat           |
| 2013  | ARCHITIZER A+ AWARDS                                                                 | Best Residential Mid Rise (5-15 Floors)     | Iceberg                    | Lauréat           |
| 2013  | ARCHITIZER A+ AWARDS                                                                 | Best Sports & Recreation Centers            | Holmenkollen (tremplin)    | Lauréat           |
| 2013  | MIPIM Award                                                                          | Best Residential Development                | Iceberg                    | Lauréat           |
| 2009  | Forum AID Award                                                                      | Architecture                                | Mountain Dwellings         | Lauréat           |
| 2009  | MIPIM Award                                                                          | Best Residential Development                | Mountain Dwellings         | Lauréat           |
| 2008  | Forum AID Award                                                                      | Best Building in Scandinavia                | VM Mountain Dwellings      | Lauréat           |
| 2008  | World Architecture Festival Award                                                    | Best Residential Building                   | VM Mountain Dwellings      | Lauréat           |
| 2008  | Danish Wood Award                                                                    |                                             | Træprisen                  | Lauréat           |
| 2008  | Contractworld Award                                                                  | Best Educational/Learning/Cultural Facility | Sjakket                    | 2e Prix           |
| 2007  | IOC/IAKS AWARD                                                                       |                                             | Islands Brygge Harbor Bath | Mention honorable |
| 2006  | Forum AID Award                                                                      | Architecture                                | VM Houses                  | Lauréat           |
| 2006  | Copenhagen Municipality Prize                                                        |                                             | VM Houses                  | Lauréat           |
| 2006  | Scandinavian Forum Prize                                                             |                                             | VM Houses                  | Lauréat           |
| 2005  | Prix de l'Union Européenne pour l'architecture contemporaine Mies van der Rohe Award |                                             | Maritime Youth House       | Mention spéciale  |
| 2004  | Prix d'architecture de la municipalité de Copenhague                                 |                                             | Maritime Youth House       | Lauréat           |
| 2004  | AR+D Award                                                                           |                                             | Maritime Youth House       | Lauréat           |
| 2004  | Biennale de Venise                                                                   |                                             | Stavanger Concert Hall     | Lion d'Or         |
| 2004  | Prix Européen pour l'espace public urbain                                            |                                             | Copenhagen Harbour Bath    | Mention honorable |

## Publications
- PIXL TO XL, Damdi publishers, 2007.
- AGENDA, ACTAR, 2009.